# Ибрахим Алибеговић
Ибрахим Алибеговић (Кључ, 1935 – Сарајево, 7. јун 2007) био је генерал-потпуковник ЈНА. Био је највиши рангирани муслимански официр у ЈНА. Командовао је Тузланском дивизијом и Битољским корпусом ЈНА. Био је начелник Школе општенародне одбране и уједно замјеник начелника Центра високих војних школа “Маршал Тито” у Београду. Војну каријеру је својевољно прекинуо у априлу 1992. због улоге ЈНА у рату у СР БиХ. У Сарајево се из Београда преселио 2000. године. Преминуо је 7. јуна 2007. године у Сарајеву. Сахрањен је 9. јуна 2024. на гробљу "Влаково" у Сарајеву.